# Das goldene Kreuz

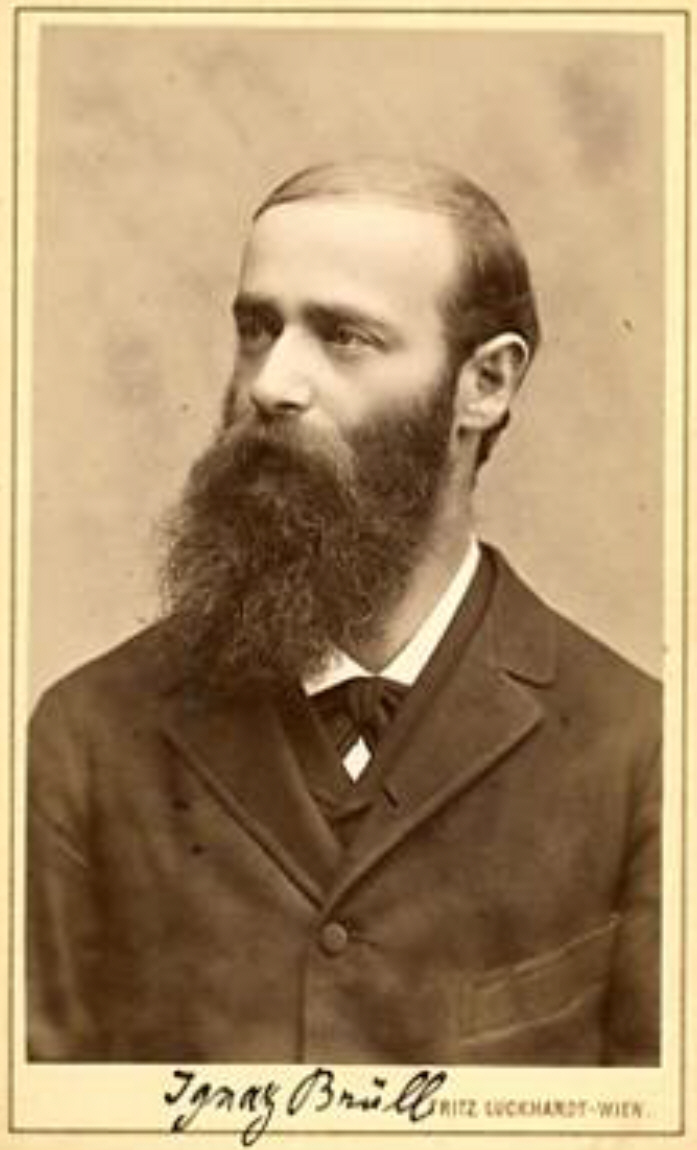
Ignaz Brüll

Das goldene Kreuz (Guldkorset) är en tysk opera i två akter med musik av Ignaz Brüll och libretto av Salomon Hermann Mosenthal. Den hade premiär i Berlin 1875 och blev en stor succé. 

## Historik
Ignaz Brüll var en österrikisk pianist och kompositör som kom att bli förknippad med kretsen kring Johannes Brahms i Wien. Han undervisade på Horáksche Klavierschulen i Berlin. Das goldene Kreuz var hans andra opera. Librettot till den komiska operan i Sångspelstradition skrevs av Salomon Hermann Mosenthal som också hade skrivit librettot till Otto Nicolais Muntra fruarna i Windsor. Das goldene Kreuz bygger på en historia av Mélesville vilken rör sig kring ett känslosamt drama om felaktiga identiteter under Napoleonkrigen.
Das Goldene Kreuz hade premiär i Berlin på Staatsoper Unter den Linden den 22 december 1875 med stor framgång. Lilli Lehmann sjöng rollen som Christine. Brüll mottog personliga komplimanger från kejsaren Wilhelm I. Fler än 180 operahus satte upp operan, däribland i London (i engelsk översättning) 1878 av Carl Rosa Opera Company, på Stockholmsoperan (som Guldkorset) 1879 och på Metropolitan Opera i New York där den spelades 1886. En kritiker på 1800-talet räknade operan till första klassens lyriska scenverk tillsammans med Georges Bizets Carmen, Karl Goldmarks Die Königin von Saba, Hermann Goetzs Der Widerspenstigen Zähmung och Victor Nesslers Der Rattenfänger von Hameln. Operan beskrevs i en operaguide 1907. Den framfördes ofta i Tyskland tills den förbjöds av Nazistpartiet på grund av kompositörens judiska härkomst.

## Personer
| Roller                                 | Röstläge      | Premiärbesättning 22 december 1875 | Svensk premiärbesättning 8 september 1879 |
| -------------------------------------- | ------------- | ---------------------------------- | ----------------------------------------- |
| Gontran de l'Ancre, en ung adelsman    | lyrisk tenor  |                                    | Herr Henrikson                            |
| Nicolas Pariset, värdshusvärd          | baryton       |                                    | Hjalmar Håkansson                         |
| Christine, hans syster                 | lyrisk sopran | Lilli Lehmann                      | Wilhelmina Strandberg                     |
| Therese, hans kusin och fästmö         | mezzosopran   | Louise Horina                      | Dina Niehoff                              |
| Bombardon, sergeant                    | bas buffo     |                                    | Algot Lange                               |
| Soldater, bönder, bondkvinnor, spelmän |               |                                    |                                           |

## Handling
För att förhindra att hennes bror Nicolas kallas in av Napoleons trupper lovar Christine att gifta sig med mannen som tar hans plats. Gontran de l'Ancre, en ung adelsman, tar på sig plikten, men utan att avslöja sin identitet för Christine. Som ett tecken på hennes trohet och som ett tecken på uppskattning skickar hon ett gyllene kors till den okända. Gontran, som har blivit svårt sårad i strid, ger korset till sergeant Bombardon, som tar det till Christine. Först tror Christine att han är hennes brors frälsare, men informeras sedan av Bombardon om Gontrans öde. Hennes känslomässiga förvirring når sin topp när Gontran återvänder en kort tid senare som funktionshindrad. Christine är engagerad i sina löften, men plikt och tillgivenhet är äntligen förenade.